# خرابکاری

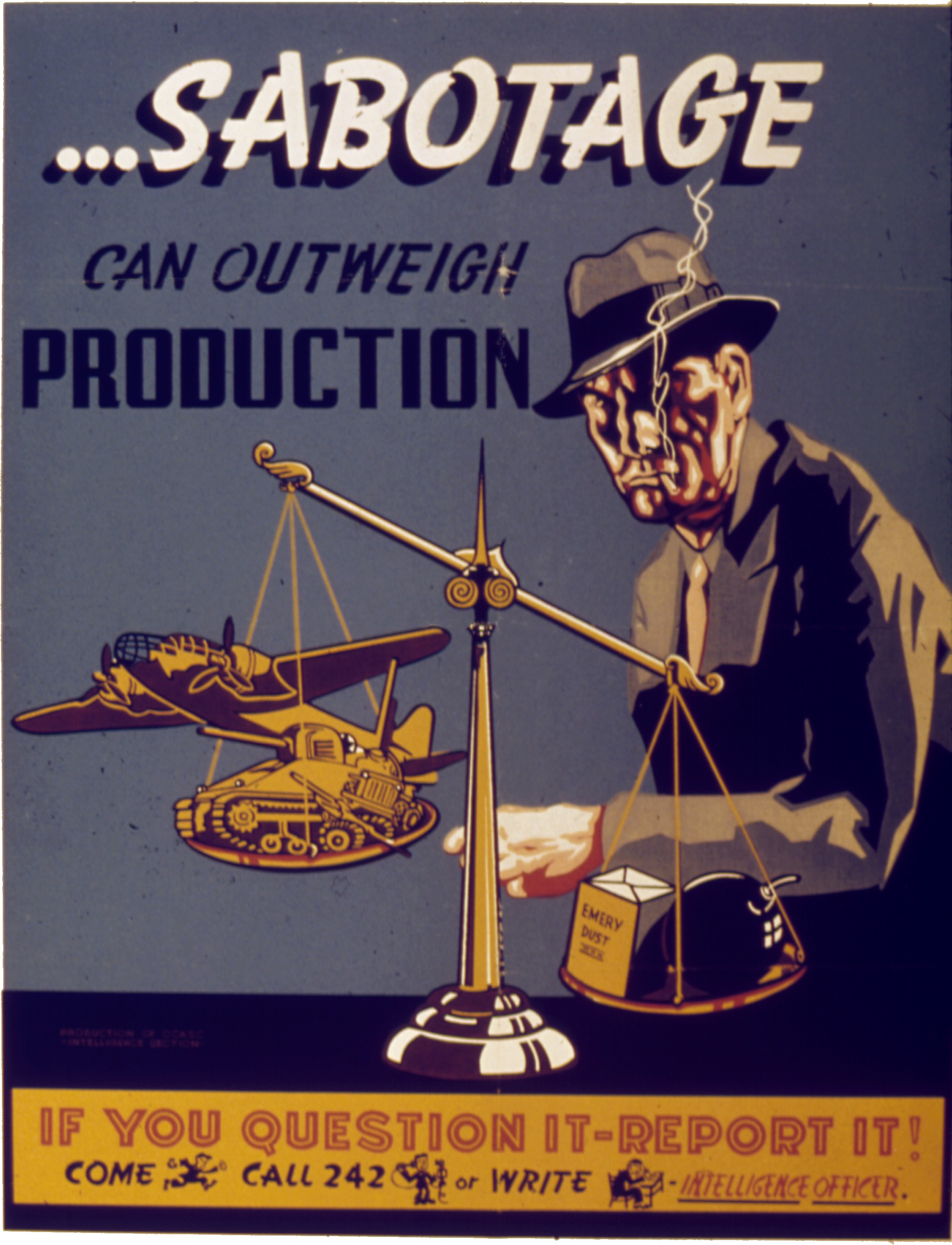
یک پوستر در ایالات متحده آمریکا مربوط به جنگ جهانی دوم، به شهروندان گوشزد می‌کند که در صورت مشکوک بودن به یک خرابکاری به چه شماره‌ای باید تلفن کنند.

خرابکاری یا سبوتاژ یک عمل عمدی با هدف تضعیف یک حکومت یا یک گروه یا شرکت، از راه براندازی، انسداد، اختلال یا تخریب است.
در یک محیط کاری، خرابکاری عبارت از خروج آگاهانه از بهره‌وری و به‌طور کلی در ایجاد برخی تغییرات در شرایط محیط کار است. کسی که در خرابکاری درگیر باشد خرابکار نامیده می‌شود. خرابکاران به‌طور معمول سعی در پنهان کردن هویت خود به دلیل عواقب ناشی از اعمال خود دارند.

## اقدام صنعتی
در شروع انقلاب صنعتی کارگران ماهر مانند لادیست‌ها (۱۸۱۱–۱۸۱۲) از خرابکاری به عنوان وسیله‌ای در مناقشات استفاده می‌کردند.
سندیکاهای کارگری مانند گروه «کارگران صنعتی جهان» به عنوان شیوه‌ای از دفاع از خود و اقدام عملی علیه شرایط ناعادلانه کار به دفاع از خرابکاری می‌پرداختند.
برای «کارگران صنعتی جهان» IWW معنای خرابکاری به استفاده از معنای اولیه کلمه امتداد می‌یابد: هر عقب‌نشینی از راندمان شامل کندکاری، اعتصاب، کار در حداقل، و پایین آوردن کیفیت کار.

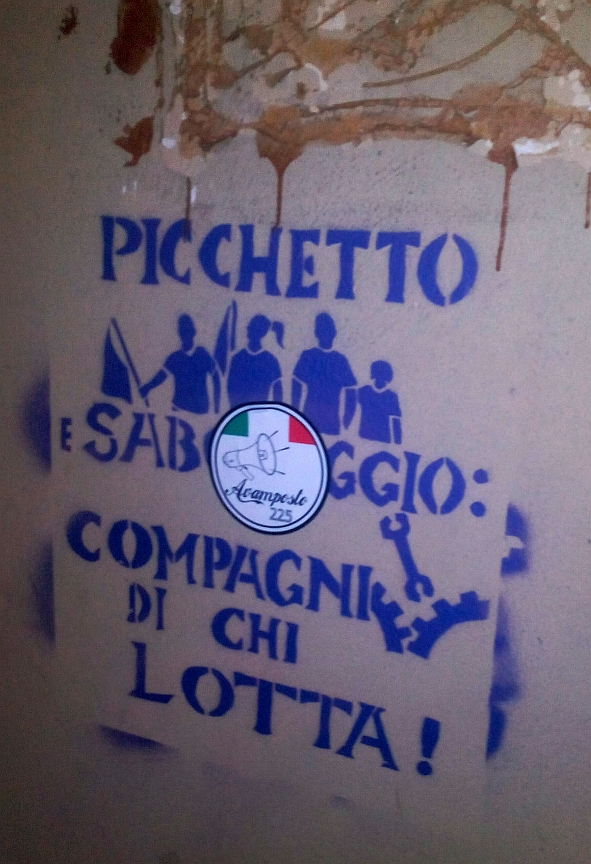
نقاشی غیرمجاز دعوت به خرابکاری و ورودی بندان